# Repeat Repeat
Repeat Repeat è il terzo album di Peter Baumann, pubblicato nel 1981 dalla Virgin.

## Il disco
Repeat Repeat è l'album che segna un cambio di direzione totale nella musica di Baumann: si discosta del tutto dalle sperimentazioni dei Tangerine Dream e di Romance '76 dalle melodie strumentali di Trans Harmonic Nights, nel tentativo di sfruttare il successo della new wave, il cui fenomeno aveva cominciato ad espandersi. Quest'album è infatti una raccolta di canzoni pop-elettroniche che nulla hanno in comune con le composizioni precedenti, seguono interamente la forma-canzone e sono tutte cantate dallo stesso Baumann. Nonostante il tentativo, il successo dell'album fu molto limitato. Baumann tentò una strada simile con il successivo Strangers in the Night, senza però ottenere riscontro commerciale. Per contro, molti critici ed i vecchi fan hanno accolto molto negativamente questa svolta pop di colui che veniva considerato da molti l'anima sperimentale dei Tangerine Dream.
Dell'album, come dei precedenti due lavori, esiste una sola edizione in CD, edita nel 1990 e ritirata poco dopo dal mercato. Per questo e poiché l'album non è mai stato rimasterizzato, è oggi estremamente difficile trovarlo, se non nell'edizione in vinile.

## Tracce
Testi e musiche di Peter Baumann (tranne dove indicato).
1. Repeat Repeat – 3:43
2. Home Sweet Home – 3:44
3. Deccadance – 3:11
4. Realtimes – 3:25
5. M.A.N. Series Two – 3:37
6. Brain Damage – 2:45
7. Kinky Dinky – 3:14
8. Daytime Logic – 2:51 (Baumann/Carsten Bohn)
9. Playland Pleasure – 3:27
10. What Is Your Use? – 3:30

Durata totale: 33:27

## Musicisti
- Peter Baumann - sintetizzatori, tastiere, programmazione, voce
- John Tropea - chitarra ritmica
- Carsten Bohn Bandstand - percussioni, tastiere
- Lindsay Kay Brynan - voce
- Michael Dawe - batteria
- Ritchie Fliegler - chitarra